# 謝花昇
謝花昇（1865年11月16日—1908年10月29日）是活躍於明治時代初期的日本沖繩縣的一位政治家，人稱「沖繩自由民權運動之父」。琉球民族。他也是沖繩出身的第一位學士。
1865年11月16日，謝花昇出生在琉球國島尻郡的東風平村（今八重瀨町），是當地一位農民的長子。1879年，琉球被日本兼併，改為沖繩縣。1882年，奉沖繩縣縣令上杉茂憲的命令，與岸本賀昌、太田朝敷、高嶺朝教、今歸仁朝蕃等人一起，作為第一次縣費留學生前往東京帝國大學學習院進學。就讀期間經常在中江兆民處出入，並同木下尚江、幸德秋水等社會主義者交往，接觸了自由民權運動。由於他農民出身的身份，沒有獲得1897年由琉球士族階級發起的、主張恢復琉球王室世襲地位的公同會運動的資格。畢業後擔任沖繩縣技師，同時兼任共進會、砂糖審查會、土地調查委員、民法施行委員等職務，獻身於縣政改革。此後同沖繩縣知事奈良原繁因杣山問題等發生了嚴重對立，辭去縣廳職務，並組成沖繩俱樂部，發行《沖繩時論》，主導沖繩縣的自由民權運動。
謝花昇及其組織的沖繩縣自由民權運動遭到了奈良原繁等執政者的嚴酷鎮壓和迫害。1901年（明治34年），謝花昇由於生活貧窮前往山口縣求職，途中在神戶站發狂。此後謝花昇精神病經常發作，陷入廢人狀態。1908年10月29日逝世，年44歲。著有《沖繩糖業論》一書。